# لوئیس اف. ادلمن
لوئیس اف. ادلمن (انگلیسی: Louis F. Edelman; ۱۸ مهٔ ۱۹۰۰ – ۶ ژانویهٔ ۱۹۷۶) فیلم‌نامه‌نویس و تهیه‌کننده اهل ایالات متحده آمریکا بود. او در شهر نیویورک متولد شد و در لس آنجلس، کالیفرنیا درگذشت.
وی تهیه‌کننده فیلم‌هایی همچون مأموران اف‌بی‌آی، ناوشکن، بال‌های نیروی دریایی و روزی روزگاری بوده است.